# 福島県立小名浜海星高等学校
福島県立小名浜海星高等学校（ふくしまけんりつ おなはまかいせいこうとうがっこう）は、福島県いわき市小名浜下神白にある県立高等学校である。福島県に一校だけの水産高等学校である。福島丸という学校の漁業練習船を持つ。

## 設置学科
- 全日制
  - 普通科
  - 商業科
  - 食品システム科
  - 海洋工学科
  - 海洋科
  - 情報通信科

- 専攻科
  - 無線通信科
  - 機関科
  - 海洋科

## 沿革
- 2021年 （令和3年）4月1日 - 福島県立小名浜高等学校と福島県立いわき海星高等学校が統合して開校。

2022年野球部員10名がSNSを用いて特殊詐欺未遂を犯し対外試合禁止処分となる。

## 特徴
東北で唯一の電波に関することを学ぶ学科であり、ドローン等のIoT機器を活用して無線技術を実践的に学習し、無線通信士や無線技士などの専門資格を取得できる。

## 部活動
- 運動系
  - ウェイトリフティング部、カッター部、柔道部、ソフトテニス部、卓球部、バスケットボール部、バドミントン部、野球部（部員10名による特殊詐欺事件未遂により2023年1月まで対外試合中止）、ヨット部、陸上競技部、サッカー愛好会、ラグビーフットボール愛好会
- 文化系
  - アマチュア無線部、演劇部、商業部、水産クラブ、吹奏楽部、美術部、チームじゃんがら、ボランティア同好会、生け花愛好会、武城太鼓愛好会

## 所在地
- 本校
  - 福島県いわき市小名浜下神白字武城23
- 水産校舎
  - 福島県いわき市小名浜下神白字舘の腰153